# Smažené plantainy

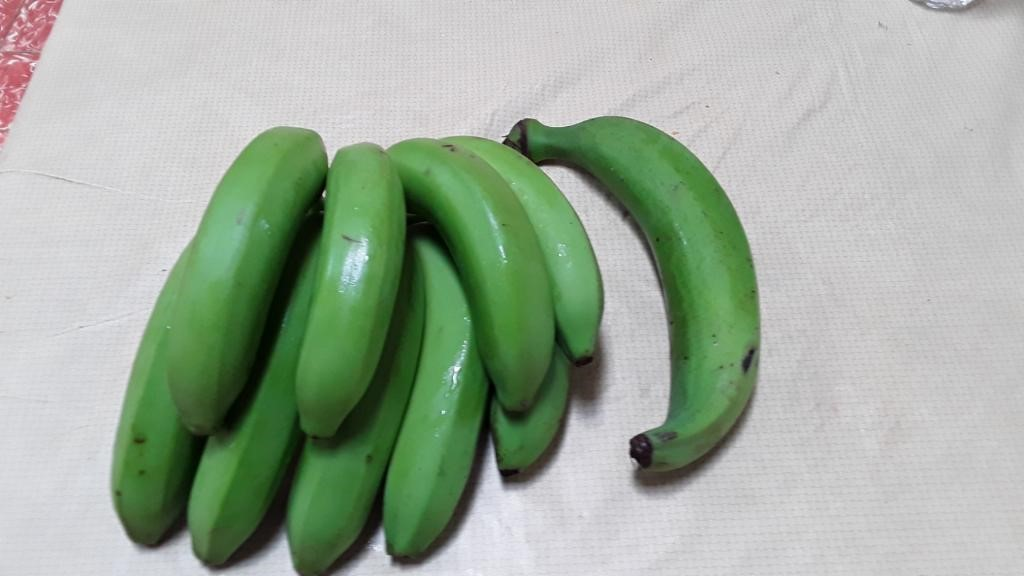
Plantainy

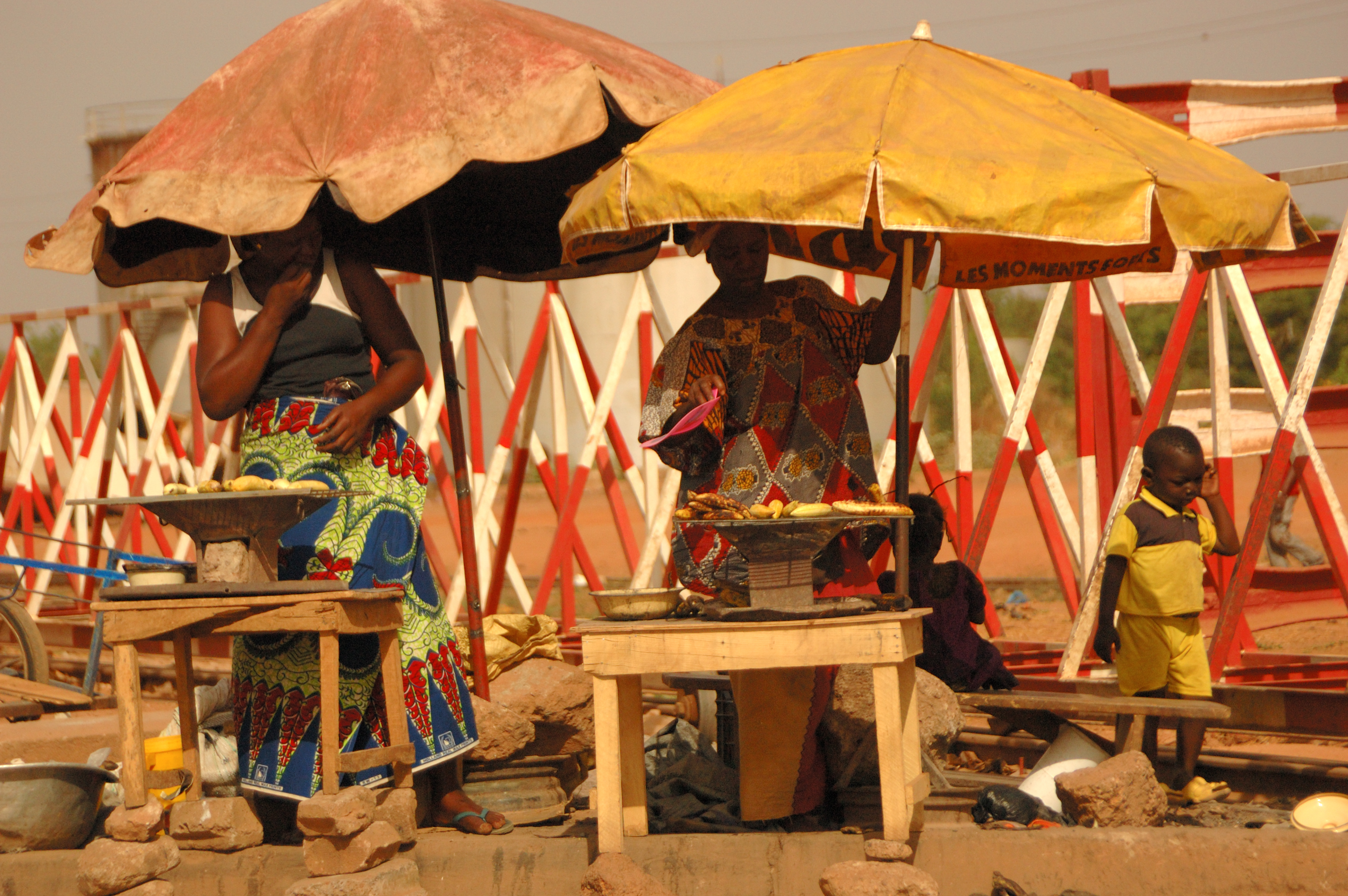
Prodej smažených plantainů v Ougadougou

Smažené plantainy (anglicky fried plantains) jsou populárním pokrmem v mnoha částech Afriky, Latinské Ameriky, Karibiku a také v jihovýchodní Asii.

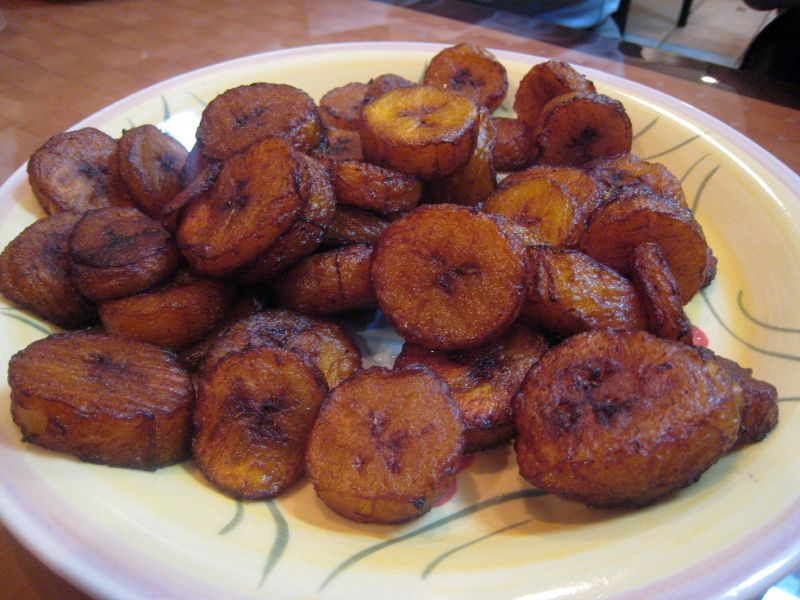
Alloco

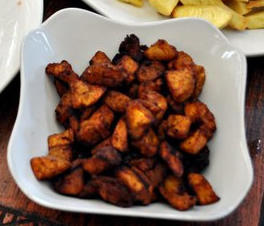
Kelewele

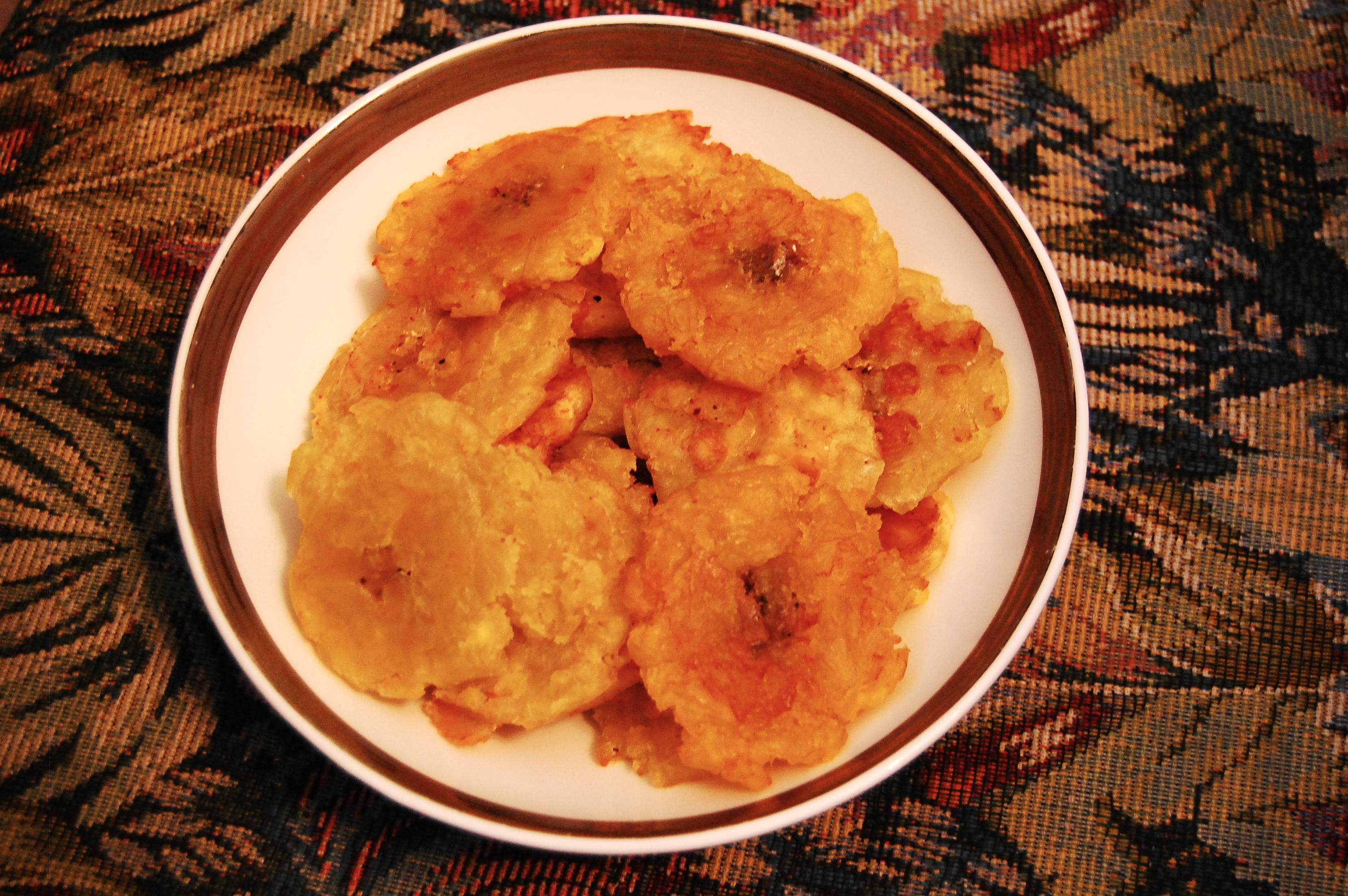
Tostones

## Popis
Plantain (někdy též zeleninový banán) je plod podobný banánu, na rozdíl od banánů ovšem obsahuje více škrobu, a proto se také častěji tepelně upravuje. Smažení je jedna z nejpopulárnějších úprav plantainů. Plantainy se často smaží nakrájené na plátky, někdy se ale krájí také jako hranolky nebo se smaží celé. Smažené plantainy se mohu připravovat jak na slano tak i na sladko. Podávají se jako snack, někdy mohou ale sloužit i jako příloha, v Africe například ke smažené rýži jollof rice.

## Pokrmy ze smažených plantainů

### Alloco
Alloco (též dodo nebo makemba) je pokrm ze smažených plantainů rozšířený v Burkina Faso, Pobřeží slonoviny, Kamerunu, Nigérii a Demokratické republice Kongo. Jedná se o smažené plantainy nakrájené na plátky, nejčastěji podávaná s chilli a cibulí. V Pobřeží slonoviny je to typické fast-foodové jídlo.

### Kelewele
Kelewele je pokrm populární v ghanské kuchyni, především jako street-food v hlavním městě Accra. Jedná se o plantainy nakrájené na kostičky, osolené, okořeněné (používá se zázvor, kajenský pepř, cibule, anýz aj,).

#### Příprava kelewele

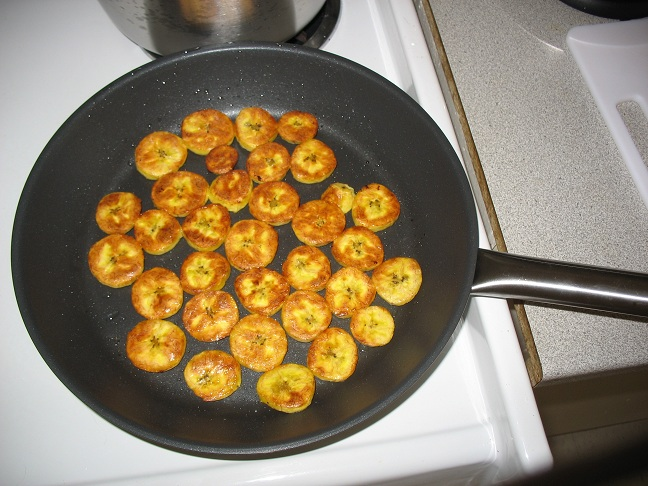
Smažení platainů
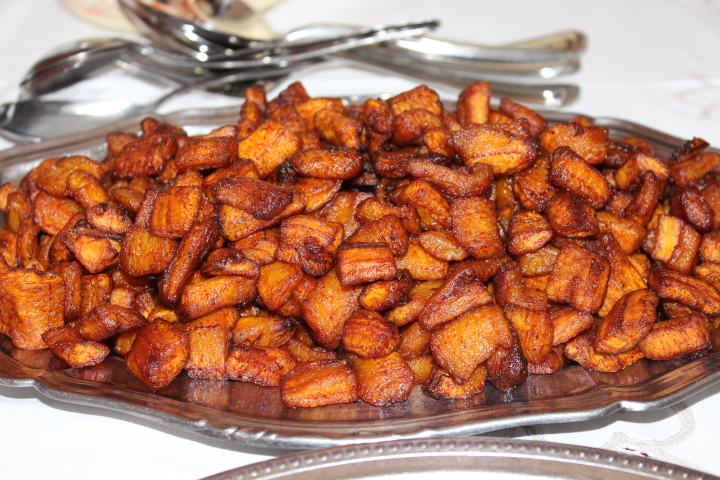
Hotové kelewele

### Tostones
Tostones jsou usmažené plantainy, ze kterých se po usmažení udělá placka, která se usmaží znovu. Často se podávají jako příloha. Tostones jsou rozšířené po celé Latinské Americe, především pak v dominikánské kuchyně, portorické kuchyni a kubánské kuchyni. Tostones jsou pod názvem banana peze rozšířené i v haitské kuchyni.